# Los Condes
Los Condes är en ort i Mexiko.   Den ligger i kommunen Río Grande och delstaten Zacatecas, i den centrala delen av landet, 600 km nordväst om huvudstaden Mexico City. Los Condes ligger 1 893 meter över havet och antalet invånare är 1 418.
Terrängen runt Los Condes är en högslätt. Runt Los Condes är det ganska glesbefolkat, med 34 invånare per kvadratkilometer. Närmaste större samhälle är Río Grande, 5,1 km öster om Los Condes. Omgivningarna runt Los Condes är i huvudsak ett öppet busklandskap.